# Ceratomycetaceae
Ceratomycetaceae es una familia de hongos en el orden Laboulbeniales. Los taxones tienen una distribución amplia, y son epibiontes o parasitan las cutículas de los insectos.